# Torcedor de futebol

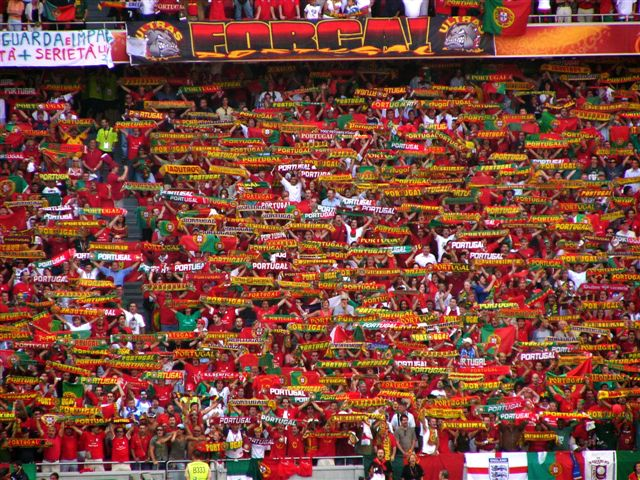
Torcedores da seleção portuguesa de futebol na Euro 2004.

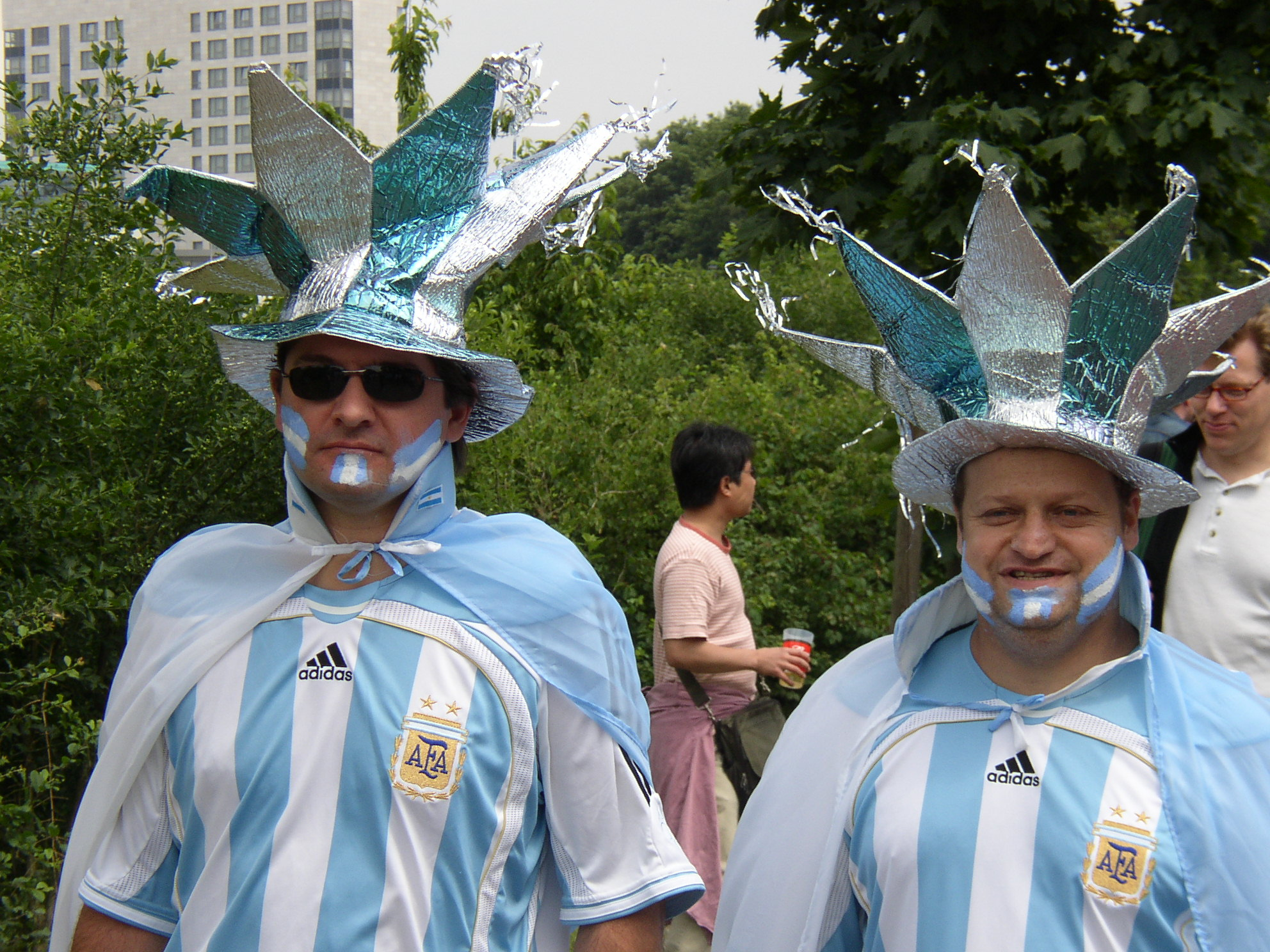
Torcedores da Seleção Argentina durante Copa do Mundo FIFA de 2006.

Um torcedor no futebol é uma pessoa que aprecia e torce para um determinado clube ou seleção nacional de futebol, podendo ser um torcedor normal ou organizado. No futebol, os fãs do esporte são mais numerosos devido à popularidade e condições: estádios ao ar livre com capacidade para dezenas de milhares de pessoas e uma grande liberdade de expressão (ao contrário de esportes como tênis, em que a concentração de jogadores requer que o público seja silencioso).

## Descrição
Existem vários níveis de envolvimento. Torcedores casuais são os que vão ocasionalmente para estádios ou locais de reunião de torcidas de forma independente. Alguns vão assistir aos jogos em bares ou pubs que transmitem os jogos através de televisão. Outros torcedores, chegam a serem sócio-torcedor do seu time favorito, onde pagam uma anualidade, ou mensalidade para terem descontos e acessos aos jogos do time como equipe mandante. Essa proporção depende de vários fatores, incluindo as conquistas do clube e o grau local do entusiasmo pelo futebol. Existem os torcedores mais aficionados que são organizados em grupos apoiadores oficiais ou não-oficiais. Estas associações de adeptos são criadas para organizar o incentivo, contudo, também podem provocar atos de vandalismo e brigas. Estes últimos por vezes possuem mais energia: Alguns clubes têm vários grupos de torcedores, por vezes, mais de dez. Entre esses grupos de adeptos, alguns torcedores usam desse fato para praticarem crimes, e residem principalmente no uso da violência, característica deste último.
Dependendo do local, alguns itens são proibidos de se levar para um estádio, em São Paulo, Brasil, é proibido entrar com bandeiras com cabo, latas de refrigerante ou cerveja, qualquer tipo de bebida alcoólica, fogos de artifício. Outros aparatos como cornetão, megafones e instrumentos musicais como tamborim e tambores são permitidos. Muito torcedores usam lança chamas, sinalizadores e sinalizadores de fumaça, embora o uso destes é controversa ou não (em alguns países) dentro de estádios.

## Entretenimento
Para incentivar a equipe e mostrar o seu entusiasmo ou insatisfação, os torcedores usam o grito, canções, chiados e vaias. Mas eles também usam a quantidade de pessoas que em grande número, organizam as atividades como a ola, um movimento onde os torcedores levantam da cadeira e erguem o braço, em sequencias formando um movimento que parece uma onda, além de mosaicos humanos e decorações feitas de lonas, milhares de pedaços de papel ou fitas e bexigas que são acenadas pelos torcedores. Esses shows são a atração secundária de uma apresentação esportiva como o futebol.
Quando uma parcela significativa dos fãs começa a vaiar e assobiar para protestar contra o mau desempenho de sua equipe ou contra uma decisão de arbitragem controversa, estamos falando de vaias e é uma especialidade dos torcedores latinos (sul da Europa e América Latina).

## Pelo mundo
Os torcedores dos países da América Hispânica são conhecidos como Barra Bravas, também chamados hinchas, hinchadas ou sócios, nos países da Europa em geral são chamados de Ultras, já os italianos são conhecidos como Tifo e no Reino Unido Hooligans. A torcida (que em português significa "grupo de torcedores") é um movimento nascido no Brasil e depois se espalhou, especialmente durante a Copa do Mundo de 1950. O Brasil é um dos países com o maior número de torcidas organizadas.

## Rivalidades entre torcedores
Alguns clubes são objeto de grandes rivalidades entre os respectivos apoiantes. A origem destas rivalidades pode ser histórica (por exemplo, disputas ao longo do curso, após um jogo em que ouve injustiça por parte de uma das equipes), ou geográfica. Quando dois clubes são da mesma cidade ou trata-se de um confronto regional, estamos falando de um derby.

## Zato
Nascido em 1955, em Ales, o Francês Serge Vieilledent é um famoso torcedor de futebol. Apelidado de "Zato" em referência a Emil Zatopek, ele viajou mais de seis milhões de milhas e viu mais de dezesseis mil jogos em 34 anos de uma jornada que continua em 2008. Sem casa fixa, ele é geralmente alojado por jogadores, treinadores, árbitros e torcedores de futebol durante todo o ano. Patrocinado por Jean Sadoul, ele acompanhou a saga da seleção da França em 1988, na França e no exterior. Laurent Blanc nunca deixou de apoiá-lo desde então: um mapa de "companheiro" da Federação Francesa de Futebol, renovada a cada ano, desde 1996, dá acesso livre a toda a etapa francesa para todas as competições nacionais e internacionais.